# Монсан
Монсан (порт. Monção; [mõ'sɐ̃ũ]) — посёлок городского типа в Португалии, центр одноимённого муниципалитета в составе округа Виана-ду-Каштелу. Один из центров производства «зелёного вина». В 2015 году здесь открылся музей винограда альваринью.
По старому административному делению входил в провинцию Минью. Входит в экономико-статистический субрегион Минью-Лима, который входит в Северный регион. Численность населения — 2,6 тыс. жителей (посёлок), 19,9 тыс. жителей (муниципалитет). Занимает площадь 211,51 км².
Покровителем посёлка считается Дева Мария. Праздник посёлка — 12 марта.

## Расположение
Посёлок расположен в 50 км на северо-восток от адм. центра округа города Виана-ду-Каштелу на левом берегу реки Минью.
Муниципалитет граничит:
- на севере — Испания
- на востоке — муниципалитет Мелгасу
- на юге — муниципалитет Аркуш-де-Валдевеш
- на юго-западе — муниципалитет Паредеш-де-Кора

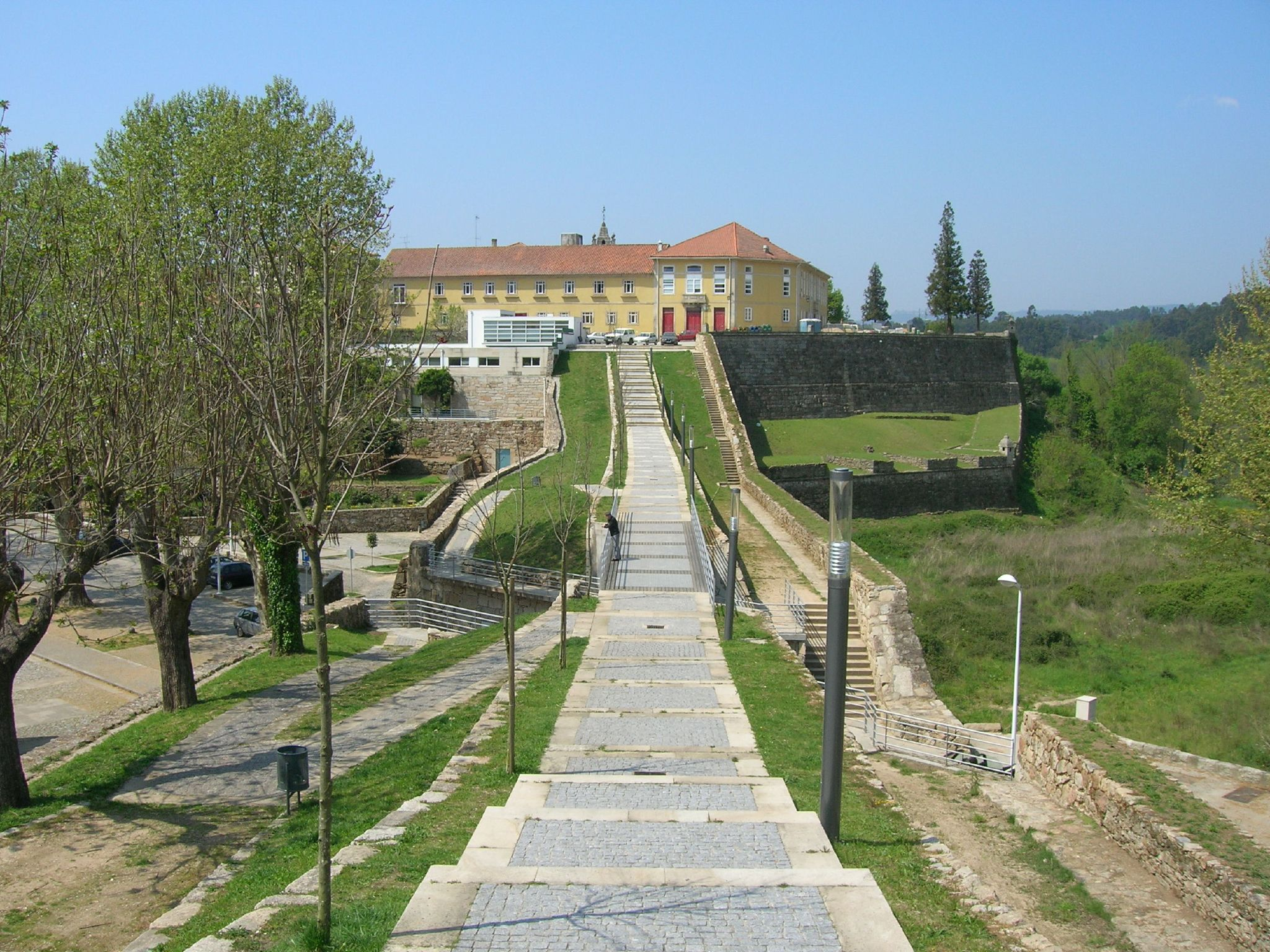
Крепостной замок в Монсан

- на западе — муниципалитет Валенса

## История
Посёлок основан в 1261 году.

## Население
| Численность населения муниципалитета по годам | Численность населения муниципалитета по годам | Численность населения муниципалитета по годам | Численность населения муниципалитета по годам | Численность населения муниципалитета по годам | Численность населения муниципалитета по годам | Численность населения муниципалитета по годам | Численность населения муниципалитета по годам | Численность населения муниципалитета по годам |
| --------------------------------------------- | --------------------------------------------- | --------------------------------------------- | --------------------------------------------- | --------------------------------------------- | --------------------------------------------- | --------------------------------------------- | --------------------------------------------- | --------------------------------------------- |
| 1801                                          | 1849                                          | 1900                                          | 1930                                          | 1960                                          | 1981                                          | 1991                                          | 2001                                          | 2004                                          |
| 12 095                                        | 14 983                                        | 26 077                                        | 24 585                                        | 27 393                                        | 23 799                                        | 21 799                                        | 19 956                                        | 19 842                                        |

## Транспорт
- Автострады N101, N202, N403.

## Состав муниципалитета
В муниципалитет входят следующие районы:
| - Абедин - Аньойнш - Бадин - Барбейта - Барросаш-и-Тайаш - Бела - Камбезеш - Сейвайнш - Кортеш - Лапела - Лара | - Лонгуш-Валеш - Лорделу - Лузиу - Мазеду - Меруфе - Мессегайнш - Монсан - Морейра - Парада - Пиаш - Пиньейруш | - Подаме - Портела - Риба-де-Мору - Сагу - Сегуде - Са - Танжил - Тропориш - Тровишкозу - Труте - Валадареш |